# Ґадка (Мазовецьке воєводство)
Ґадка (пол. Gadka) — село в Польщі, у гміні Колбель Отвоцького повіту Мазовецького воєводства.
Населення — 429 осіб (2011).
У 1975-1998 роках село належало до Седлецького воєводства.

## Демографія
Демографічна структура станом на 31 березня 2011 року:
|          | Загалом | Допрацездатний вік | Працездатний вік | Постпрацездатний вік |
| -------- | ------- | ------------------ | ---------------- | -------------------- |
| Чоловіки | 204     | 55                 | 130              | 19                   |
| Жінки    | 225     | 57                 | 122              | 46                   |
| Разом    | 429     | 112                | 252              | 65                   |